# Stenospermation multiovulatum
Stenospermation multiovulatum là một loài thực vật có hoa trong họ Ráy (Araceae). Loài này được (Engl.) N.E.Br. miêu tả khoa học đầu tiên năm 1894.